# Adriana Arydes
Adriana Paula de Almeida Arydes mais conhecida como Adriana Arydes, (Cruzeiro, 18 de abril de 1973), é uma cantora, compositora, multi-instrumentista de música católica, missionária e apresentadora brasileira que já gravou 11 CDs e 2 DVDs. Reconhecida internacionalmente através da indicação do CD “Sagrado” ao Grammy Latino 2019 na categoria “Melhor Álbum Cristão”. Venceu 12 vezes o Troféu Louvemos, um dos principais prêmios da música cristã no Brasil.

## Biografia
Adriana  começou a cantar e tocar instrumentos aos 7 anos de idade nas missas da capelinha de São Bom Jesus, em sua cidade natal, Cruzeiro (SP). Ela lembra que, naquela época, não havia grupo de música para as missas da paróquia. “Minha mãe me colocou na aula de violão para que eu e ela assumíssemos a música nas missas do domingo às 10h da manhã”, conta.
Mãe e filha tocaram nas celebrações até que a professora de violão montou um coral de crianças, do qual Adriana participou durante vários anos. Na adolescência, entrou para o grupo de jovens e passou a fazer parte da banda que animava as reuniões.

## Carreira
Adriana já venceu doze vezes o Troféu Louvemos o Senhor reconhecido como a mais importante cerimônia de premiação da música cristã popular.
Em 1982, começou a participar dos Rebanhões, em Cruzeiro, realizados pelo Padre Jonas Abib e a Comunidade Canção Nova. Em 1994, a cantora passou a fazer parte da Banda Canção Nova, com a qual animou os primeiros acampamentos, missas e quintas-feiras de adoração da Canção Nova.
Atualmente apresenta o programa semenal “Em casa com Adriana Arydes” na TV Evangelizar.

## Discografia
| Ano  | Detalhes do Álbum                                                      | Lista de Faixas | Vendas e Certificações                |
| ---- | ---------------------------------------------------------------------- | --- | ------------------------------------- |
| 1999 | Reencontro - Gravadora: CODIMUC - Formatos: CD                         | 1. Morte de Cruz 2. Volte Para Mim 3. Reencontro 4. Resgate 5. Domínio 6. Preciso Te Amor 7. Abraço de Pai (part. Walmir Alencar) 8. O Poder da Oração 9. Confiança em Deus 10. Súplica | Brasil Ouro 100.000                   |
| 2001 | Qual É A Chave? - Gravadora: CODIMUC - Formatos: CD                    | 1. Chamado 2. Quem Perde Sua Vida A Encontrá 3. A Chave do Coração 4. O Amor Que Não Se Cansa 5. Se Compreendesses o Dom de Deus (part. Pe. Roberto Lettieri) 6. Ponto de Partida (part. Ziza Fernandes) 7. Permite Que Eu Te Adore (part. Dalvimar Gallo) 8. Doce Jesus 9. Pacto de Esperança 10. Colo da Mãe 11. Para Te Adorar (part. Márcio Pacheco) 12. Liberta O Meu Povo | Brasil Ouro 100.000                   |
| 2003 | Lindo Céu - Gravadora: Paulinas COMEP - Formatos: CD                   | 1. Nova Manhã 2. Nova Unção (part. Adelso Freire) 3. Lindo Céu 4. Alguém Por Ti 5. Lágrimas Que Purificam 6. Glória e Majestade (part. Adelso Freire) 7. Em Tua Presença 8. Jovem Te Olho 9. Nada É Impossível Para Ti 10. Coroação de Nossa Senhora 11. Água Em Vinho 12. Abandono | Brasil Ouro 100.000                   |
| 2005 | Mais Feliz - Gravadora: Paulinas-COMEP - Formatos: CD                  | 1. Entrega Tudo Para Mim 2. Olhos No Espelho(part. Adelso Freire) 3. O Poder do Amor 4. Consolo 5. Espera em Deus 6. Nova Jerusalém 7. Humano Amor de Deus 8. A Vitória é Certa 9. Diário de Maria 10. Teu Amor Senhor 11. Fogo Abrasador 12. Nossa Missão (part. Celina Borges, Eliana Ribeiro, Eugênio Jorge, Dunga, Padre Fábio de Melo, Walmir Alencar e Ziza Fernandes) 13. Lindo Cielo Lindo Céu em Espanhol                                                                                                  | Brasil Ouro 60.000                    |
| 2007 | Adriana Ao Vivo - Gravadora: Paulinas-COMEP - Formatos: CD, DVD        | 1. Nossa Missão (Abertura - Instrumental) 2. Glória e Majestade 3. Nova Jerusalém 4. Entrega Tudo Para Mim 5. Reunidos Aqui 6. A Chave do Coração 7. Abraço de Pai (part. Walmir Alencar) 8. Eternamente Grata 9. Lágrimas Que Purificam, Jovem Te Olho, Chamado 10. Ponto de Partida (part. Cosme Motta) 11. Olhos No Espelho (part. Cosme Motta) 12. Humano Amor de Deus (part. Padre Fábio de Melo) 13. Lindo Céu 14. Nova Unção                                                                                 | Brasil Ouro 70.000 (CD) +30.000 (DVD) |
| 2009 | Milagres - Gravadora: Som Livre - Formatos: CD                         | 1. A Chave do Coração 2. Lindo Céu 3. Milagres (part. Padre Fábio de Melo) 4. Abraço de Pai - ao vivo (part. Walmir Alencar) 5. Lágrimas Que Purificam, Jovem Te Olho, Chamado - ao vivo 6. Glória e Majestade (part. Adelso Freire) 7. Espera Em Deus 8. Nova Unção (part. Adelso Freire) 9. Nova Jerusalém - ao vivo 10. Entrega Tudo Para Mim 11. Ponto de Partida (part. Cosme Motta) 12. Abandono 13. Nada Es Imposible Para Ti (Nada é Impossível Para Ti)                                                    | Brasil Ouro +95.000                   |
| 2009 | Jardim Secreto - Gravadora: Paulinas-COMEP - Formatos: CD              | 1. Teu Milagre 2. Eu Quero Mais De Ti 3. Tocar Em Tuas Veste (part. Eliana Ribeiro) 4. Só A Tua Graça 5. Motivos Para Recomeçar 6. Eu Sou Um Jardim 7. Maior É Deus 8. Teu Amor É Maior 9. O Deus Do Amor 10. Meu Viver 11. Contigo É Bem Melhor 12. Te Engrandecer 13. Voar Em Tuas Asas (part. Adelso Freire) | Brasil Ouro 80.000                    |
| 2010 | Coletânea Série Ouro - Gravadora: Paulinas-COMEP - Formatos: CD        | 1. A Chave do Coração 2. Lindo Céu 3. Tocar Em Tuas Veste (part. Eliana Ribeiro) 4. Nova Jerusalém 5. Só A Tua Graça 6. Lágrimas Que Purificam, Jovem Te Olho, Chamado - ao vivo 7. Consolo 8. Eu Sou Um Jardim 9. Coroação de Nossa Senhora 10. Abraço de Pai (part. Walmir Alencar) | Brasil +20.000                        |
| 2011 | Coisas Que Vivi - Gravadora: Paulinas-COMEP - Formatos: CD             | 1. Te Farei Vencer 2. Coisas Que Vivi 3. O Segredo 4. Só É Feliz Quem Ama 5. Jesus Meu Amigo 6. Me Dê A Mão 7. Tu És Santo 8. Obra De Tuas Mãos 9. Minha Graça Te Basta 10. O Meu Milagre 11. É Tão Bom 12. Maria, Mãe da Vida 13. Digno | Brasil Ouro 70.000                    |
| 2013 | Ser Mãe... - Gravadora: Paulinas-COMEP - Formatos: CD                  | 1. Mãe do Eterno Amor (À Nossa Senhora do Bom Parto) 2. Aprendendo A Ser Mãe 3. Vem Me Acalentar 4. Ser Mãe... 5. Senhor Ensina-me A Ser Pai (Oração) part. Fabiano Arydes 6. Sou Um Milagre do Amor 7. Bênção antes do Parto (Oração da Bênção) (part. Padre Fábio de Melo) 8. Berceuse – J. Brahms - Instrumental 9. Ser Mãe... - Instrumental 10. Aprendendo A Ser Mãe - Instrumental 11. Acalanto - W. A. Mozart – Instrumental 12. Sou Um Milagre do Amor – Instrumental 13. Mãe do Eterno Amor – Instrumental | Brasil 20.000                         |
| 2014 | Adriana Arydes Ao Vivo - Gravadora: Paulinas-COMEP - Formatos: CD, DVD | 1. É Tão Bom 2. Nova Manhã 3. O Segredo 4. Eu Sou Um Jardim 5. Doce Jesus 6. Coisas Que Vivi 7. Minha Graça Te Basta 8. Guardiões 9. Revestido Pela Fé 10. Só É Feliz Quem Ama 11. Teu Milagre 12. Maria, Mãe da Vida 13. Contigo É Bem Melhor 14. Halellujah (part. Adelso Freire, Davidson da Silva, Fátima Souza e Ziza Fernandes) 15. Digno/Com Amor Sem Fim |                                       |
| 2018 | Sagrado - Gravadora: Universal Music - Formatos: CD                    | 1. Obrigado Deus 2. Não Espere 3. Deus Está No Controle 4. Zaqueu E Jesus 5. Sara Brasil (part. Eli Soares, Padre Fábio De Melo e Thiaguinho) 6. Por Tua Palavra 7. O Poço 8. Reconheces Minha Voz 9. Deus De Milagres 10. Quero Desfrutar 11. O Menor Da Casa Sou Eu (part. Mary Cruz) |                                       |

## Colaborações
- 2021- 
  - Acalma o Meu Coração - Aline Brasil (GBA Music)
- 2018 -
  - Minha Esperança - Há Um Trono Ao Vivo - Irmã Ana Paula, CMES (GBA Music)
  - Eu Te Chamo Jesus - Acredite - Dunga (Canção Nova)
  - Nossa Missão - Ao Teu Lado - Mary Cruz (GBA Music)
  - Our Mission - By Your Side - Mary Cruz (GBA Music)
  - Quando Meus Joelhos Tocam o Chão - A Cura Da Alma Feminina - Padre Adriano Zandoná (Canção Nova)
  - Louvor Pelo Dom Da Feminilidade: Você é Um Presente Para Este Mundo - A Cura Da Alma Feminina - Padre Adriano Zandoná (Canção Nova)
  - Amor Sem Medidas - A Cura Da Alma Feminina - Padre Adriano Zandoná (Canção Nova)
  - Curar e Restaurar a Essência Feminina - A Cura Da Alma Feminina - Padre Adriano Zandoná (Canção Nova)
  - Mãe De Pentecostes - Single - Álvaro E Daniel (One Music Studio)
  - Maria e As Santas Chagas - Tá Na Mão De Deus - Padre Reginaldo Manzotti (Universal Music)
  - Faça-se Em Mim a Tua Palavra - Hino Oficial JMJ Panamá 2019 - Vários Artistas (Codimuc)
- 2016 -
  - Com Tua Mão - Ao Vivo - Davidson Silva (Canção Nova)
  - Quando Se Perde Alguém - (single) - André Alves (Canção Nova)
- 2015 -
  - Minha Senhora - Epifania - Fátima Souza (Canção Nova)
  - Aquele Que Me Envia - A Vitória É Nossa - Padre Rodrigo Natal (Canção Nova)
  - No Terceiro Dia - Cura-me Para Amar - Padre Cleidimar Moreira (Canção Nova)
  - Eu Te Chamo Jesus - O Senhor é Rei - Padre Marcos (Universal Music)
  - Guardiões - Jesus, Maria e José - Minha Família Vossa É - Vários Artistas (Paulinas-COMEP)
  - Abraço de Pai - Bem-Aventurados os Misericordiosos - Vários Artistas (Paulinas-COMEP)
  - Saudade - Coletânea Canção Nova Sertaneja - Toninho e Jonas (Canção Nova)
- 2014 -
  - Silêncio Dentro De Mim - Coisas de Nelsinho Corrêa - Nelsinho Corrêa (Canção Nova)
  - Vem Me Acalentar - Cuida de Mim! - Vários Artistas (Paulinas-COMEP)
  - Maria, Mãe da Vida -  Ensina Teu Povo a Rezar - Vários Artistas (Paulinas-COMEP)
  - Coroação de Nossa Senhora - Te Coroamos, ó Mãe - Vários Artistas (Paulinas-COMEP)
- 2013 -
  - O Meu Melhor Sentimento - Maquina Zero - The Flanders (CODIMUC)
  - Marcas Do Eterno - CD e DVD Queremos Deus - Padre Fábio de Melo (Sony Music)
  - A Esperança Entre Nós - CD e DVD Queremos Deus - Padre Fábio de Melo (Sony Music)
  - Brasil, Música e Devoção - CD e DVD Queremos Deus - Padre Fábio de Melo (Sony Music)
  - Mais Pra Você - CD e DVD Saudades De Ti - Eliana Ribeiro (Canção Nova)
  - Esperança do Amanhecer (Hino Oficial Jornada Mundial da Juventude Rio 2013) - No Coração da Jornada (Músicas para as Celebrações da JMJ Rio 2013) - Vários Artistas (Sony Music)
  - Ofertório JMJ - No Coração da Jornada (Músicas para as Celebrações da JMJ Rio 2013) - Vários Artistas (Sony Music)
  - Tesouro Singelo - No Coração da Jornada (Músicas para as Celebrações da JMJ Rio 2013) - Vários Artistas (Sony Music)
  - Mãe Aparecida - No Coração da Jornada (Músicas para as Celebrações da JMJ Rio 2013) - Vários Artistas (Sony Music)
  - Jovens Abençoados - No Coração da Jornada (Músicas para as Celebrações da JMJ Rio 2013) - Vários Artistas (Sony Music)
  - Oração de São Francisco - No Coração da Jornada (Músicas para as Celebrações da JMJ Rio 2013) - Vários Artistas (Sony Music)
  - Esperança do Amanhecer (Hino Oficial Jornada Mundial da Juventude Rio 2013) - Jornada Mundial da Juventude Rio 2013 O Melhor da Música - Vários Artistas (Som Livre)
  - Nossa Missão - Jovem, o Evangelho não pode Parar - Vários Astistas (Paulinas-COMEP)
  - Lindo Cielo - Esperança Jovem (Paulinas-COMEP)
- 2012 -
  - Emanuel - Jovens em canção - Jornada Mundial da Juventude Rio 2013 - Vários Artistas (Canção Nova)
  - Novo Amanhã - Jovens em canção - Jornada Mundial da Juventude Rio 2013 - Vários Artistas (Canção Nova)
  - Eu amo e Perdoo- Canções que Curam e Libertam - Pe. Márlon & Missão Sede Santos
  - Estou Aqui - Deus Cura - Frei Rinaldo Stecanela, osm (CODIMUC)
  - Comigo Estás - Tempo de Celebrar - Luiz Carvalho e Comunidade Recado (Canção Nova)
  - Esperança do Amanhecer (Hino Oficial) - Jornada Mundial da Juventude Rio 2013
  - A Esperança entre Nós - Estou Aqui - Padre Fábio de Melo (Sony Music)
  - Glória e Majestade - CD 1 e DVD Bote Fé Brasil - Vários Artistas (Sony Music)
  - O Coração do Homem - CD 1 e DVD Bote Fé Brasil - Vários Artistas (Sony Music)
  - Esperança do Amanhecer (Hino Oficial Jornada Mundial da Juventude Rio 2013) - CD 1, CD 2 e DVD Bote Fé Brasil - Vários Artistas (Sony Music)
  - Nada Temerei - Unidos pela Fé - Batista Lima (Atração Fonográfica)
- 2011 -
  - Coroação de Nossa Senhora - BOX Deus no Coração (CD 1) - Vários Artistas (Som Livre)
  - Humano Amor de Deus - BOX Deus no Coração (CD 3) - Vários Artistas (Som Livre)
  - Milagres - CD e DVD Uma História em Canções - Vários Artistas (Paulinas-COMEP)
  - Eu sou um jardim - CD e DVD Uma História em Canções - Vários Artistas (Paulinas-COMEP)
  - Decididamente - CD Em Santidade - Ministério Adoração e Vida (Paulinas-COMEP)
  - A Chave do Coração - CD Amor em Deus - Vários Artistas (Som Livre)
  - A Lua - Amor É Decisão - Ricardo Sá (Canção Nova)
  - Pássaro da Noite - Tão Especial - André Leonno (Som Livre)
  - És Precioso - Canção Nova Sertaneja 2 - Mãos Calejadas CD 1 - Toninho e Jonas (Canção Nova)
- 2010 -
  - Hallelluia - Hino do Hallel de Maringá
  - Resposta - Pe. Fábio de Melo - Coletânea Série Ouro  - Pe. Fábio de Melo (Paulinas-COMEP)
  - Médico e Remédio - Molda-me - Dalvimar Gallo (Canção Nova)
  - Nossa Missão - Segue-me... Jesus (Coletânea Série Ouro) - Vários Artistas (Paulinas-COMEP)
  - Eu quero mais de Ti - Vinde, Espírito Santo (Coletanea Série Ouro) - Vários Artistas (Paulinas-COMEP)
  - Reunidos Aqui - Saint of the saints - ElectroCristo (Paulinas-COMEP)
  - Teu Amor é Maior - Saint of the saints - ElectroCristo (Paulinas-COMEP)
- 2009 -
  - Diamante Lapidado - Tudo Posso - Celina Borges (Som Livre)
  - Vem, Senhor Jesus - Atitudes Concretas - Ronaldo Novaes
  - Encontro com Maria - Uma nova História - Márcio Cruz
  - Lindo Céu - CD e DVD Paz Sim, Violência Não Vol. 2 - Pe. Marcelo Rossi (Sony BMG)
  - Na Lingua dos anjos - CD e DVD Paz Sim, Violência Não Vol. 2 - Pe. Marcelo Rossi (Sony BMG)
  - Milagres - Grandes Sucessos Vol. 1 - Vários Artistas (Paulinas - COMEP)
  - Humano Amor de Deus - Grandes Sucessos Vol. 1 - Vários Artistas (Paulinas-COMEP)
  - Lindo Céu - Grandes Sucessos Vol. 1 - Vários Artistas (Paulinas-COMEP)
  - Nossa Missão - Grandes Sucessos Vol. 2 - Vários Artistas (Paulinas-COMEP)
  - Glória e Majestade - Grandes Sucessos Vol. 2 - Vários Artistas (Paulinas-COMEP)
- 2008 -
  - Nossos Caminhos - CD 1 e DVD Diácono Nelsinho Corrêa ao vivo - Nelsinho Corrêa (Canção Nova)
  - Emanuel - Junto ao Coração - Padre Delton Filho (Canção Nova)
  - Sagrada Comunhão - Vida Nova - Missão Fonte de Luz
  - Bem Perto eu vou estar - A Vitória Alcançarás - Mariani (Paulinas-COMEP)
- 2007 -
  - Saudade - Canção Nova Sertaneja - Toninho e Jonas (Canção Nova)
  - Glória e Majestade - ElectroCristo a Festa não Para - ElectroCristo (Paulinas-COMEP)
  - Nova Unção - ElectroCristo a Festa não Para - ElectroCristo (Paulinas-COMEP)
  - Filho do Céu - Filho do Céu - Pe. Fábio de Melo (Canção Nova)
  - Lindo Céu - Hallel de Franca 20 anos ao vivo (Solo Sagrado Eventos e Produções)
- 2006 -
  - Lindo Céu- ElectroCristo a festa continua - ElectroCristo (Paulinas-COMEP)
  - Nova Jerusalém- ElectroCristo a festa continua - ElectroCristo (Paulinas-COMEP)
  - Um Novo Sim - Marcos Pavan - Marcos Pavan (Paulinas-COMEP)
  - Jesus Amigo - Muda Tua Cara, Cara - Migueli (Solo Sagrado Eventos e Produções)
  - É Natal - Nosso Natal  - Vários Artistas (Solo Sagrado Eventos e Produções)
- 2005 -
  - Deus Existe - CDs e DVDs 15 anos CODIMUC Um Só Coração Vol. 1 - Vários Artistas (CODIMUC)
  - Eu te Chamo, Jesus - CDs e DVDs 15 anos CODIMUC Um Só Coração Vol. 2 - Vários Artistas (CODIMUC)
  - Cante em Paz - CDs e DVDs 15 anos CODIMUC Um Só Coração Vol. 2 - Vários Artistas (CODIMUC)
  - A Chave do Coração - CDs e DVDs 15 anos CODIMUC Um Só Coração Vol. 2 - Vários Artistas (CODIMUC)
  - Chamado - CDs e DVDs 15 anos CODIMUC Um Só Coração Vol. 2 - Vários Artistas (CODIMUC)
  - Pra te Adorar - CDs e DVDs 15 anos CODIMUC Um Só Coração Vol. 2 - Vários Artistas (CODIMUC)
  - Abraço de Pai - CDs e DVDs 15 anos CODIMUC Um Só Coração Vol. 2 - Vários Artistas (CODIMUC)
  - Prisioneiro do Amor - Revelação - Nicodemos Costa (Shalom)
  - Santo Coração- CD e DVD Venham Todos Adorar! - ao vivo - Pe. Márlon & Missão Sede Santos
  - Eu amo e Perdoo- CD e DVD Venham Todos Adorar! - ao vivo - Pe. Márlon & Missão Sede Santos
- 2004 -
  - Doce Voz - A Força da Fé - Ítalo Villar (Paulinas-COMEP)
- 2003 -
  - Deus É Pai e Mãe - Terra, Alma e Coração - Pe. André Luna - (Paulinas-COMEP)
  - Pegadas da Tua Ausência - Marcas do Eterno - Pe. Fábio de Melo (Paulinas-COMEP)
- 2002 -
  - Tua Família - Luz das Nações - Anjos de Resgate (CODIMUC)
  - Luz das Nações - Luz das Nações - Anjos de Resgate (CODIMUC)
  - Chamado - Heaven's Dance 4 Eu vim para que Todos tenham Vida - Heaven's Dance - (CODIMUC)
- 2000 -
  - Resgate - Heaven's Dance 3 Eis que Venho... Vem e Vê - Heaven's Dance - (CODIMUC)
- 1999 -
  - Claves de Deus em Versos de Saudade - Saudades do Céu - Pe. Fábio de Melo (Paulinas-COMEP)
  - Resposta - Saudades do Céu - Pe. Fábio de Melo (Paulinas-COMEP)
  - Virgem do Silêncio - Onde dormirão os Pobres? - Fraternidade Toca de Assis e Pe. Roberto Lettierri (CODIMUC)
- Desconhecido -
  - Aos Teus Pés - Meu Lugar - Ministério Cenáculo

## Turnês
| 1999 - 2001 | Adriana Ao Vivo - Tour Reencontro |             |                                 |             |                                         |             |                                         |      |                             |
| 2001 - 2003 | Adriana Ao Vivo - Qual é a Chave? |             |                                 |             |                                         |             |                                         |      |                             |
| 2003 - 2005 | Adriana Ao Vivo - Tour Mais Feliz |             |                                 |             |                                         |             |                                         |      |                             |
| 2005 - 2006 | Adriana Ao Vivo                   |             |                                 |             |                                         |             |                                         |      |                             |
| 2006 - 2007 | Tour Enredados Brasil             | 2007 - 2008 | Adriana Ao Vivo                 |             |                                         |             |                                         |      |                             |
| 2008 - 2009 | Adriana Ao Vivo - Tour Milagres   | 2009 - 2010 | Adriana Ao Vivo - Tour Milagres | 2010 - 2011 | - Adriana Ao Vivo - Tour Jardim Secreto | 2012 - 2013 | -Adriana Ao Vivo - Tour Coisas Que Vivi | 2017 | Adriana Ao Vivo - Tour 2017 |
|             |                                   |             |                                 |             |                                         |             |                                         |      |                             |
|             |                                   |             |                                 |             |                                         |             |                                         |      |                             |

## Prêmios e indicações
| Ano  | Prêmio                          | Categoria                                                              | Resultado |
| ---- | ------------------------------- | ---------------------------------------------------------------------- | --------- |
| 2008 | I Troféu Online - CatolicosNews | Melhor Cantora de 2007                                                 | Venceu    |
| 2008 | I Troféu Online - CatolicosNews | Melhor Música de 2007: Humano Amor de Deus (part. Padre Fábio de Melo) | Venceu    |
| 2009 | Troféu Louvemos O Senhor        | Melhor cantora                                                         | Venceu    |
| 2009 | Troféu Louvemos O Senhor        | Destaque do Ano                                                        | Indicado  |
| 2010 | Troféu Louvemos o Senhor        | Melhor cantora                                                         | Venceu    |
| 2010 | Troféu Louvemos o Senhor        | Melhor coletânea: Milagres                                             | Venceu    |
| 2010 | Troféu Louvemos o Senhor        | Destaque do Ano                                                        | Indicado  |
| 2010 | Troféu Louvemos o Senhor        | Intérprete Feminino                                                    | Indicado  |
| 2012 | Troféu Louvemos o Senhor        | Melhor cantora                                                         | Venceu    |
| 2012 | Troféu Louvemos o Senhor        | Melhor canção: Coisas Que Vivi                                         | Venceu    |
| 2012 | Troféu Louvemos o Senhor        | Intérprete Feminino                                                    | Venceu    |
| 2012 | Troféu Louvemos o Senhor        | Melhor Álbum Pop: Coisas Que Vivi                                      | Indicado  |
| 2012 | Troféu Louvemos o Senhor        | Melhor Gravação: Coisas Que Vivi                                       | Indicado  |
| 2014 | Troféu Louvemos o Senhor        | Melhor cantora                                                         | Venceu    |
| 2014 | Troféu Louvemos o Senhor        | Personalidade Artística                                                | Indicado  |
| 2014 | Troféu Louvemos o Senhor        | Intérprete Feminino                                                    | Indicado  |
| 2014 | Troféu Louvemos o Senhor        | Melhor Álbum Alternativo: Ser Mãe...                                   | Indicado  |
| 2015 | Troféu Louvemos o Senhor        | Melhor Cantora                                                         | Venceu    |
| 2015 | Troféu Louvemos o Senhor        | Personalidade Artística                                                | Venceu    |
| 2015 | Troféu Louvemos o Senhor        | Intérprete Feminino                                                    | Venceu    |
| 2015 | Troféu Louvemos o Senhor        | Melhor Álbum Pop: Adriana Arydes Ao Vivo                               | Venceu    |
| 2015 | Troféu Louvemos o Senhor        | DVD do Ano: Adriana Arydes Ao Vivo                                     | Indicado  |
| 2015 | Troféu Louvemos o Senhor        | Melhor Gravação de DVD: Adriana Arydes Ao Vivo                         | Venceu    |
| 2015 | Troféu Louvemos o Senhor        | Música do Ano: Guardiões                                               | Indicado  |

## Singles
- Abraço de Pai - 1999
- Resgate - 2000
- A Chave do Coração - 2001
- Chamado - 2002
- Jovem Te Olho - 2003
- Lindo Céu - 2003
- Nova Unção - 2004
- Glória e Majestade - 2005
- Nova Manhã - 2005
- Nossa Missão - 2005
- Nova Jerusálem - 2005
- Humano Amor de Deus - 2006
- Reunidos Aqui - 2007
- Milagres - 2009
- Tocar em Tuas Vestes - 2009
- Teu Milagre - 2009
- Eu sou um Jardim - 2010
- Minha Graça te Basta - 2011
- Coisas que Vivi - 2012
- Ser Mãe... - 2013
- O Menor Da Casa Sou Eu - 2016
- Deus Está No Controle - 2018
- Sara Brasil - 2018